# شرکت نظامی خصوصی
نیروهای مسلح خصوصی یا شرکت‌های نظامی خصوصی یا ارتش‌های شخصی یا شرکت‌های امنیتی قراردادی، نیروهای مسلحی هستند که از کنترل دولت خارج بوده و تحت مدیریت یا در اختیار شرکت‌های خصوصی هستند.
در بعضی از کشورها بخشی از پلیس و نیروهای مسلح ماهیت خصوصی و غیردولتی داشته یا در حال واگذاری به شرکت‌های خصوصی می‌باشند.
دولت انگلستان در برخی از مناطق تصمیم دارد نیروهای پلیس این کشور را در قالب شرکت‌های امنیتی خصوصی جای دهد از شرکت‌های مهم خصوصی این کشور دعوت کرده کنترل بسیاری از خدمات و فعالیت‌هایی را که قبلاً در اختیار پلیس این مناطق بود، به دست گیرند که این موضوع نگرانی‌های زیادی را دربارهٔ به خطر افتادن وضعیت امنیت انگلیس به وجود آورده‌است.

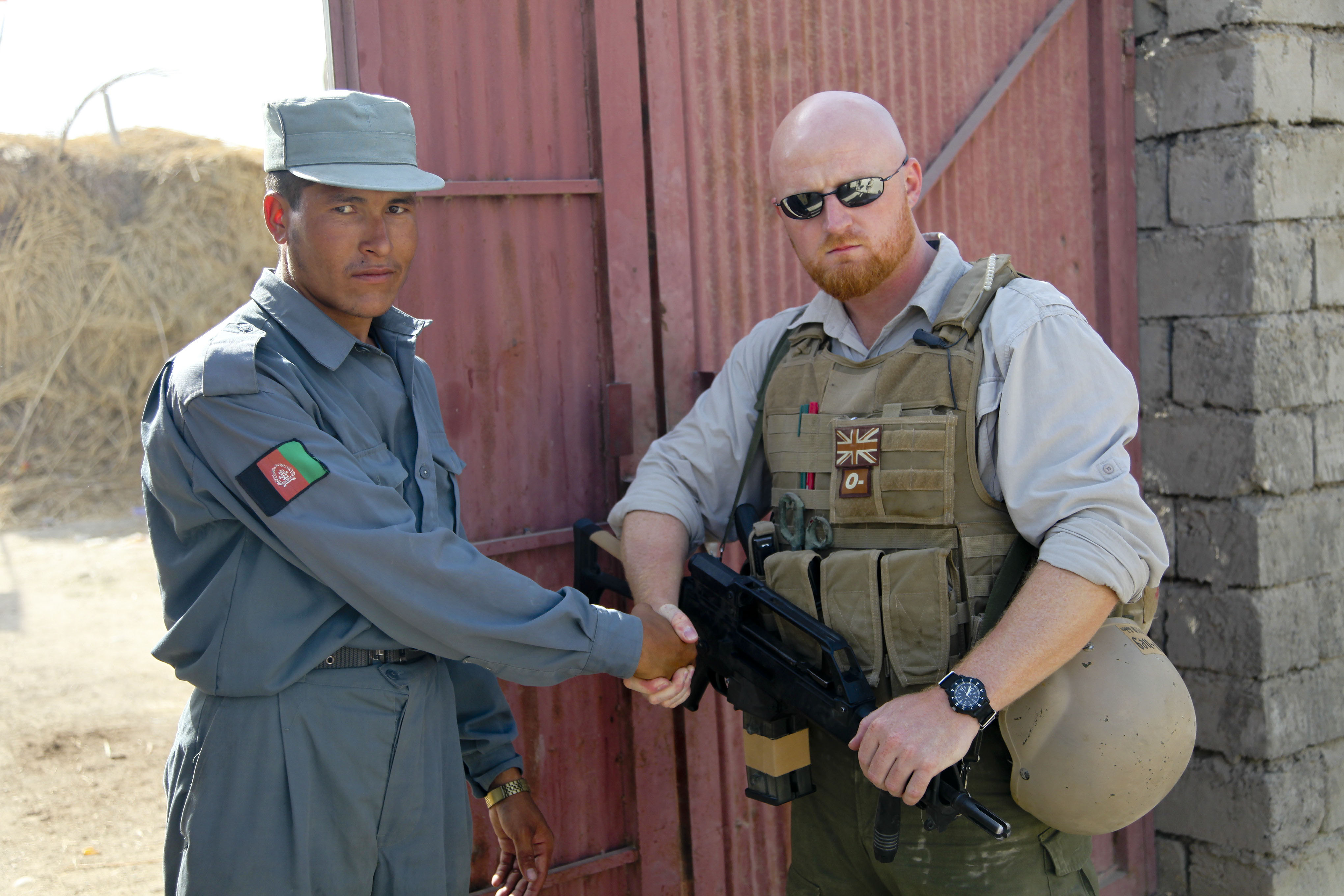
در ایالت هلمند افغانستان سرباز PMC بریتانیایی دست سرباز ANA افغان را در دست خود گرفته‌است

در بسیاری از کشورها بخش خصوصی می‌تواند با استفاده از قدرت اقتصادی و لابی گری تصمیمات دولتمردان و تصمیمات نظامی آن‌ها را در خدمت اهداف اقتصادی خود درآورند. در کشورهایی که نیروهای نظامی زیرمجموعه‌ای از بخش خصوصی هستند، وجود هرگونه ناامنی و جنگ برای این نیروها قراردادهای جدید و منافع مادی و اقتصادی در برخواهد داشت. در صورتی که صاحبان این شرکت‌ها در دولت یا وزارت دفاع دارای نفوذ یا مسئولیت باشند این امر می‌تواند حکومت را به سمت ملیتاریسم و جنگ طلبی بیشتر سوق دهد.

## ارتشهای خصوصی در جنگ
یکی از دلایلی که کشور ایالات متحده آمریکا بخاطر آن متهم به جنگ طلبی و جنگ‌افروزی می‌شود دخالت و نفوذ بخش خصوصی در امور نظامی است و برخی معتقدند یکی از اهداف جنگ‌هایی که بعد از یازدهم سپتامبر در عراق و افغانستان به وجود آمده و کشور آمریکا نیز در آن‌ها دخالت داشته‌است سود آوری و انعقاد قرارداد برای شرکت‌های ساختمانی از قبیل هالیبرتون، و شرکت‌های تولید تسلیحات مانند لاکهید مارتین و شرکت‌های خصوصی نظامی و امنیتی از جمله بلک واتر و … می‌باشد. به‌طوری‌که گفته می‌شود شرکت بلک واتر که در حال حاضر یکی از شرکت‌های خصوصی نظامی و امنیتی حاضر در عراق و افغانستان است به قدرتمندترین ارتش اجیر جهان و یکی بزرگ‌ترین برندگان جنگ آمریکا علیه تروریسم در دوران پس از یازده سپتامبر بدل شده‌است.